# Quercus copeyensis
Espèce
Classification phylogénétique
Quercus copeyensis est une espèce d'arbre de la famille des Fagaceae. Ce chêne est endémique de la forêt de montagne de la cordillère de Talamanca au Costa Rica et au Panama. On trouve souvent cette espèce avec Quercus costaricensis dans la forêt montagnarde supérieure, jusqu'à 3100 m d'altitude.